# Aeonium hernandezii
Aeonium hernandezii är en fetbladsväxtart som beskrevs av Bañares. Aeonium hernandezii ingår i släktet Aeonium och familjen fetbladsväxter. Inga underarter finns listade i Catalogue of Life.